# Eufloria
Eufloria — компьютерная инди-игра в жанре стратегии в реальном времени, созданная независимыми разработчиками Алексом Мейем, Рудольфом Кремерсом и Брайаном Грейнджером.
Ранее игра называлась Dyson в честь гипотетического дерева Фримена Дайсона. Дерево Дайсона — это генетически-спроектированное растение, которое возможно посадить на комете для создания атмосферы в полых пространствах. Такие деревья могли бы обеспечивать автономную среду обитания для человека вне солнечной системы.
Игра выполнена в минималистском стиле. В распоряжении игрока имеется астероид (в виде шара) с посаженными на нем деревьями, а также летающие зерна, растущие на этих деревьях. Цель игры — захватить пустые и вражеские астероиды посредством управления миграцией семян. Семена обладают тремя характеристиками: скорость, энергия, ударная сила. При этом для того, чтобы посадить одно дерево необходимо 10 зёрен, неважно каких. Деревья делятся на два вида: те которые производят семена и защитные. Со временем на некоторых деревьях вырастают необычные лепестки, которые можно прививать к деревьям. Если такой лепесток привить к дереву, производящему семена, то зерна с этого дерева будут обладать увеличенными характеристиками. А если посадить на защитное дерево, то на дереве вырастет цветок, который необходимо снять с него. Этот цветок обладает усиленными десятикратно характеристиками, при этом им можно управлять так же как и обычными зёрнами и отправлять на другие астероиды для их защиты или освобождения.

## Отзывы
| Сводный рейтинг | Сводный рейтинг |
| Агрегатор       | Оценка          |
| --------------- | --------------- |
| GameRankings    | 74,47 %         |